# Мелиса Джордж
Мелиса Джордж (на английски: Melissa George; родена на 6 август 1976 г. в Пърт) е австралийско-американска актриса. Снимала се е във филма „Мълхоланд Драйв“ на режисьора Дейвид Линч, както и в сериали като „Наричана още“ и „Анатомията на Грей“.